# Leiostracus
Leiostracus is een geslacht van weekdieren uit de klasse van de Gastropoda (slakken).

## Soort
- Leiostracus carnavalescus Simone & Salvador, 2016
- Leiostracus cinnamomeolineatus (Moricand, 1841)
- Leiostracus clouei (L. Pfeiffer, 1856)
- Leiostracus coxiranus (Potiez & Michaud, 1835)
- Leiostracus ferreirai (Palma & Brito, 1974) †
- Leiostracus goniotropis (Ancey, 1904)
- Leiostracus melanoscolops (Dohrn, 1882)
- Leiostracus obliquus (Reeve, 1849)
- Leiostracus omphaloides (Menke, 1846)
- Leiostracus onager (Beck, 1837)
- Leiostracus perlucidus (Spix, 1827)
- Leiostracus polygrammus (Moricand, 1836)
- Leiostracus sarcochilus (L. Pfeiffer, 1857)
- Leiostracus subtuzonatus (Pilsbry, 1899)
- Leiostracus vimineus (Moricand, 1833)
- Leiostracus vitreus (Spix, 1827)
- Leiostracus vittatus (Spix, 1827)